# Saint-Malo-de-Phily
Saint-Malo-de-Phily är en kommun i departementet Ille-et-Vilaine i regionen Bretagne i nordvästra Frankrike. Kommunen ligger i kantonen Pipriac som tillhör arrondissementet Redon. År 2022 hade Saint-Malo-de-Phily 1 074 invånare.

## Befolkningsutveckling
Antalet invånare i kommunen Saint-Malo-de-Phily
Referens:INSEE